# Coupe européenne féminine de handball 2024-2025
Navigation
Coupe européenne 2023-2024 Coupe européenne 2025-2026
La saison 2024-2025 de la Coupe européenne féminine de handball est la 5e édition de la compétition sous ce nom et ce format. Elle fait suite à la Coupe des Villes puis la Coupe Challenge et constitue en ce sens la 31e édition de la compétition organisée par l'EHF.

## Formule

### Modalités
64 équipes prennent part à la compétition. Tous les tours, du deuxième tour de qualification à la finale, sont disputés en match aller-retour et toutes les équipes entrent dès le premier tour.

### Attribution des places
Depuis la saison dernière, l'EHF a décidé de séparer les classements des trois coupes d'Europe. Ainsi, le classement dépend uniquement des résultats des clubs de la fédération dans cette compétition pour les saisons 2020-2021, 2021-2022 et 2023-2024.
Les fédérations classées 1re et 2e de la Ligue européenne ont 5 places au total, toutes les Fédérations restantes ont 4 places. Les fédérations qui n'ont participé à aucune compétition de clubs de l'EHF au cours des 3 saisons prises en compte pour le classement (2020-2021, 2021-2022 et 2023-2024) disposent de 3 places au total.
Ainsi les classements pour la saison 2024-2025 sont :
| Rang 24/25 | Rang 23/24 | Championnat       | Coeff. | Places   | Places |
| Rang 24/25 | Rang 23/24 | Championnat       | Coeff. | Attribué | Réel   |
| ---------- | ---------- | ----------------- | ------ | -------- | ------ |
| 1 ()       | 1          | Espagne           | 63,33  | 2        | 3      |
| 2 ()       | 2          | Croatie           | 58,00  | 1        | 2      |
| 3 ()       | 5          | Turquie           | 40,67  | 2        | 3      |
| 4 ()       | 4          | Ukraine           | 26,00  | 3        | 1      |
| 5 ()       | 3          | Serbie            | 24,00  | 2        | 2      |
| 6 ()       | 13         | Slovaquie         | 22,33  | 2        | 2      |
| 7 ()       | 6          | Tchéquie          | 18,67  | 2        | 2      |
| 8 ()       | 10         | Portugal          | 15,00  | 3        | 4      |
| 9 ()       | 9          | Grèce             | 14,67  | 3        | 5      |
| 10 ()      | 11         | Islande           | 14,00  | 3        | 2      |
| 11 ()      | 15         | Îles Féroé        | 13,67  | 4        | 2      |
| 12 ()      | 16         | Suisse            | 13,33  | 2        | 2      |
| 13 ()      | 16         | Biélorussie       | 12,50  | 3        | 0      |
| 14 ()      | 14         | Macédoine du Nord | 11,67  | 3        | 2      |
| 15 ()      | 8          | Italie            | 11,67  | 3        | 4      |
| 16 ()      | 18         | Israël            | 10,67  | 3        | 0      |
| 17 ()      | 7          | Pays-Bas          | 10,67  | 3        | 3      |
| 18 ()      | 12         | Monténégro        | 9,00   | 3        | 1      |
| 19 ()      | 29         | Pologne           | 8,67   | 1        | 1      |

| Rang 24/25 | Rang 23/24 | Championnat        | Coeff. | Places   | Places |
| Rang 24/25 | Rang 23/24 | Championnat        | Coeff. | Attribué | Réel   |
| ---------- | ---------- | ------------------ | ------ | -------- | ------ |
| 20 ()      | 20         | Bosnie-Herzégovine | 8,33   | 4        | 4      |
| 21 ()      | 21         | Suède              | 8,00   | 2        | 1      |
| 22 ()      | 19         | Autriche           | 6,67   | 2        | 3      |
| 23 ()      | 22         | Luxembourg         | 5,67   | 3        | 3      |
| 24 ()      | 24         | Azerbaïdjan        | 4,67   | 3        | 3      |
| 25 ()      | 25         | Kosovo             | 4,67   | 3        | 3      |
| 26 ()      | 26         | Malte              | 2,67   | 4        | 0      |
| 27 ()      | 28         | Finlande           | 1,33   | 3        | 0      |
| 28 ()      | 23         | Lituanie           | 1,00   | 2        | 4      |
| 29 ()      | 38         | Lettonie           | 0,67   | 2        | 0      |
| 30 ()      | 27         | Slovénie           | 0,67   | 3        | 2      |
| 31 ()      | 29         | Chypre             | 0,33   | 3        | 2      |
| 32 ()      | 29         | Danemark*          | 0,00   | 0        | 0      |
| 32 ()      | 29         | France*            | 0,00   | 0        | 0      |
| 32 ()      | 29         | Allemagne*         | 0,00   | 0        | 0      |
| 32 ()      | 29         | Hongrie*           | 0,00   | 0        | 0      |
| 32 ()      | 29         | Norvège*           | 0,00   | 0        | 0      |
| 32 ()      | 29         | Roumanie*          | 0,00   | 0        | 0      |
| 32 ()      | 29         | Russie             | 0,00   | 0        | 0      |

* : Fédération ayant déjà 4 ou 5 places en Ligue des champions et en Ligue européenne
| Rang 24/25 | Rang 23/24      | Championnat | Coeff. | Places   | Places |
| Rang 24/25 | Rang 23/24      | Championnat | Coeff. | Attribué | Réel   |
| ---------- | --------------- | ----------- | ------ | -------- | ------ |
| 39         |                 | Andorre     | 0,00   | 3        | 0      |
| 39         | Arménie         | 0,00        |        | 3        | 0      |
| 39         | Belgique        | 0,00        | 1      | 3        |        |
| 39         | Bulgarie        | 0,00        | 0      | 3        |        |
| 39         | Estonie         | 0,00        | 0      | 3        |        |
| 39         | Grande-Bretagne | 0,00        | 0      | 3        |        |
| 39         | Géorgie         | 0,00        | 0      | 3        |        |
| 39         | Irlande         | 0,00        | 0      | 3        |        |
| 39         | Liechtenstein   | 0,00        | 0      | 3        |        |
| 39         | Moldavie        | 0,00        | 0      | 3        |        |
| 39         | Monaco          | 0,00        | 0      | 3        |        |

### Équipes qualifiées
La liste complète des participants, après validation des places supplémentaires, surclassements et sousclassements est dévoilée le 9 juillet 2024 :
Les étiquettes entre parenthèses indiquent comment chaque équipe s'est qualifiée :
- T : Tenant du titre de la Coupe européenne de l'EHF
- C : Vainqueur de coupe nationale
- FC : Finaliste de coupe nationale
- 1er, 2e, 3e, , etc. : Position en championnat national

- WAT Atzgersdorf (2e)
- UHC Stockerau (1/2 finaliste)
- JAGS Wr. Neustadt (7e)
- Garabagh HC
- Azeryol HC
- Kur
- KTSV Eupen 1889 FC (2e)
- HŽRK Grude
- ŽRK Hadžići
- ŽRK Borac Banja Luka
- ŽRK Krivaja
- HC Dalmatinka Ploce (4e)
- ŽRK Bjelovar (5e)
- AC Latsia Nicosia
- Youth Union of Athienou
- CBF Málaga Costa del Sol (3e)
- BM Porriño FC (4e)
- Caja Rural Aula Valladolid (5e)
- Vestmanna IF (3e)
- H71 Tórshavn (1/4 de finaliste)
- OF Néa Ionía(1er)
- PAOK Salonique C (2e)
- AESH Pylea Thessaloniki (3e)
- Anagennisi Arta (4e)
- AEP Panorama (5e)
- Valur Reykjavik (1er)
- Haukar Hafnarfjörður (2e)
- SSV Brixen Handball (1er)
- Handball Erice (it) C (2e)
- Jomi Salerno (1/2 finaliste)
- Cassa Rurale Pontinia (1/2 finaliste)
- KHF Istogu (1er)
- KHF Ferizaj C (2e)
- KHF Samadrexha (1/2 finaliste)
- HC SM Garliava (1er)
- Žalgiris Kaunas C (4e)
- HB Dudelange C
- HB Käerjeng
- Red Boys Differdange FC
- WHC Cair Skopje (2e)
- ŽRK Metalurg Skopje (3e)
- ZRK Tivat (2e)
- JuRo Unirek/V.Z.V. C (3e)
- Westfriesland SEW (4e)
- Veneco Velo (5e)
- MKS URBIS Gniezno (4e)
- Madeira SAD (1er)
- ADA Sao Pedro do Sul (3e)
- Colégio de Gaia (4e)
- Házená Kynžvart (2e)
- DHC Slavia Prague (4e)
- RK Železničar Niš (2e)
- ŽORK Jagodina (3e)
- Iuventa Michalovce (2e)
- HK Slovan Duslo Šaľa (3e)
- ŽRK Ajdovščina C
- ZRD Litija
- IFK Kristianstad 5e
- Spono Eagles (1/2 finaliste)
- HSC Kreuzlingen (1/2 finaliste)
- Görele BSK (5e)
- Üsküdar BSK (7e)
- Bursa Büyükşehir BS (6e)
- SC Galytchanka Lviv (1er)

### Calendrier
| Nom                 | Date de tirage au sort | Dates des matchs (aller et retour) | Nombre de participants |
| ------------------- | ---------------------- | ---------------------------------- | ---------------------- |
| Premier tour        | 16 juillet 2024        | 5-6 et 12-13 octobre 2024          | 64                     |
| Deuxième tour       | 15 octobre 2024        | 9-10 et 16-17 novembre 2024        | 32                     |
| Huitièmes de finale | 19 novembre 2024       | 11-12 et 18-19 janvier 2025        | 16                     |
| Quarts de finale    | 21 janvier 2025        | 15-16 et 22-23 février 2025        | 8                      |
| Demi-finales        | 21 janvier 2025        | 22-23 et 29-30 mars 2025           | 4                      |
| Finale              | 1er avril 2025         | 10-11 et 17-18 mai 2025            | 2                      |

## Tours préliminaires

### Premier tour
Le tirage au sort des oppositions de la phase de qualification a eu lieu le 16 juillet 2024. Les rencontres se jouent entre le 4 octobre 2024 et le 13 octobre 2024
| Équipe                     | Aller | Total   | Retour | Équipe                   |
| -------------------------- | ----- | ------- | ------ | ------------------------ |
| Görele BSK                 | 36-28 | 70 - 65 | 34-37  | ŽRK Metalurg Skopje      |
| Házená Kynžvart            | 32-22 | 62 - 45 | 30-23  | ZRD Litija               |
| HC Dalmatinka Ploce        | 30-27 | 55 - 45 | 31-22  | ŽRK Borac Banja Luka     |
| SSV Brixen Handball        | 21-36 | 37 - 70 | 16-34  | BM Porriño               |
| Spono Eagles               | 27-33 | 48 - 58 | 21-25  | PAOK Salonique           |
| ZRK Tivat                  | 25-34 | 43 - 72 | 18-38  | Bursa Büyükşehir BS      |
| Kristianstad Handboll      | 32-23 | 67 - 48 | 35-25  | Westfriesland SEW        |
| KHF Istogu                 | 33-25 | 68 - 52 | 35-27  | AESH Pylea Thessaloniki  |
| HB Dudelange               | 22-17 | 52 - 35 | 30-18  | Veneco Velo              |
| Garabagh HC                | 27-24 | 53 - 49 | 26-25  | Red Boys Differdange     |
| KTSV Eupen 1889            | 16-38 | 33 - 68 | 17-30  | Haukar Hafnarfjörður     |
| HC SM Garliava             | 24-31 | 51 - 72 | 27-41  | Handball Erice           |
| Caja Rural Aula Valladolid | 39-12 | 79 - 30 | 40-18  | KHF Ferizaj              |
| Colégio de Gaia            | 42-31 | 79 - 61 | 37-30  | KHF Samadrexha           |
| ŽORK Jagodina              | 34-22 | 66 - 41 | 32-19  | ŽRK Hadžići              |
| DHC Slavia Prague          | 34-30 | 63 - 56 | 29-26  | ŽRK Ajdovščina           |
| H71 Tórshavn               | 50-14 | 91 - 35 | 41-21  | AC Latsia Nicosia        |
| HSC Kreuzlingen            | 24-27 | 43 - 54 | 19-27  | Iuventa Michalovce       |
| UHC Stockerau              | 27-38 | 42 - 70 | 15-32  | RK Železničar Niš        |
| HB Käerjeng                | 24-26 | 50 - 58 | 26-32  | WHC Cair Skopje          |
| Kur                        | 25-32 | 47 - 65 | 22-33  | OF Néa Ionía             |
| Žalgiris Kaunas            | 17-31 | 45 - 65 | 28-34  | Valur Reykjavik          |
| Youth Union of Athienou    | 21-39 | 36 - 78 | 15-39  | HŽRK Grude               |
| ADA Sao Pedro do Sul       | 28-25 | 56 - 55 | 28-30  | HK Slovan Duslo Šaľa     |
| Jomi Salerno               | 27-21 | 53 - 48 | 26-27  | Vestmanna IF             |
| ZV Handball Wr. Neustadt   | 19-27 | 44 - 57 | 25-30  | WAT Atzgersdorf          |
| Azeryol HC                 | 22-36 | 38 - 68 | 16-32  | SC Galytchanka Lviv      |
| Cassa Rurale Pontinia      | 25-32 | 47 - 63 | 22-31  | CBF Málaga Costa del Sol |
| Anagennisi Arta            | 20-30 | 43 - 60 | 23-30  | Madeira SAD              |
| ŽRK Krivaja                | 25-35 | 52 - 65 | 27-30  | JuRo Unirek/V.Z.V.       |
| ŽRK Bjelovar               | 26-32 | 50 - 64 | 24-32  | Üsküdar BSK              |
| AEP Panorama               | 17-31 | 34 - 57 | 17-26  | MKS URBIS Gniezno        |

f = Victoire par forfait;* = Equipe qui reçoit à l'aller

### Deuxième tour
Le tirage au sort des oppositions de la phase de qualification a eu lieu le 15 octobre 2024. Les rencontres se jouent entre le 9 novembre 2024 et le 17 novembre 2024
| Équipe                   | Aller | Total | Retour | Équipe                     |
| ------------------------ | ----- | ----- | ------ | -------------------------- |
| H71 Tórshavn             | 23-31 | 53-54 | 30-23  | PAOK Salonique             |
| BM Porriño               | 34-26 | 58-52 | 24-26  | Bursa Büyükşehir BS        |
| OF Néa Ionía             | 27-20 | 50-43 | 23-23  | ŽORK Jagodina              |
| RK Železničar Niš        | 20-32 | 41-55 | 21-23  | Caja Rural Aula Valladolid |
| Valur Reykjavik          | 27-24 | 56-48 | 29-24  | Kristianstad Handboll      |
| Colégio de Gaia          | 25-29 | 51-57 | 26-28  | WHC Cair Skopje            |
| HB Dudelange             | 22-30 | 53-66 | 31-36  | JuRo Unirek/V.Z.V.         |
| HC Dalmatinka Ploce      | 23-24 | 39-41 | 16-17  | Haukar Hafnarfjörður       |
| Üsküdar BSK              | 25-28 | 45-64 | 20-36  | Madeira SAD                |
| Iuventa Michalovce       | 44-20 | 83-42 | 39-22  | HŽRK Grude                 |
| CBF Málaga Costa del Sol | 32-15 | 56-38 | 24-23  | ADA Sao Pedro do Sul       |
| MKS URBIS Gniezno        | 30-18 | 56-44 | 26-26  | Handball Erice             |
| KHF Istogu               | 30-44 | 62-78 | 32-34  | Házená Kynžvart            |
| Jomi Salerno             | 20-32 | 52-61 | 32-29  | DHC Slavia Prague          |
| SC Galytchanka Lviv      | 33-20 | 67-39 | 34-19  | Garabagh HC                |
| Görele BSK               | 32-35 | 58-70 | 26-35  | WAT Atzgersdorf            |

f = Victoire par forfait;* = Equipe qui reçoit à l'aller

### Huitièmes de finale
Le tirage au sort des oppositions des 8e de finales a eu lieu le 19 novembre 2024. Les rencontres se jouent entre le 11 janvier 2025 et le 19 janvier 2025
| Équipe                   | Aller | Total   | Retour | Équipe                     |
| ------------------------ | ----- | ------- | ------ | -------------------------- |
| OF Néa Ionía             | 34-21 | 59 - 42 | 25-21  | JuRo Unirek/V.Z.V.         |
| DHC Slavia Prague        | 31-20 | 64 - 49 | 33-29  | WHC Cair Skopje            |
| SC Galytchanka Lviv      | 24-26 | 46 - 50 | 22-24  | Haukar Hafnarfjörður       |
| WAT Atzgersdorf          | 18-42 | 37 - 70 | 19-28  | BM Porriño                 |
| CBF Málaga Costa del Sol | 25-25 | 51 - 56 | 26-31  | Valur Reykjavik            |
| Madeira SAD              | 33-34 | 60 - 61 | 27-27  | Házená Kynžvart            |
| PAOK Salonique           | 30-22 | 47 - 49 | 17-27  | Iuventa Michalovce         |
| MKS URBIS Gniezno        | 33-34 | 68 - 63 | 35-29  | Caja Rural Aula Valladolid |

## Phase finale
|  | Quarts de finale     | Quarts de finale     | Quarts de finale    | Quarts de finale  |                    |                    | Demi-finales        | Demi-finales        | Demi-finales        | Demi-finales        |  |  | Finale            | Finale            | Finale            | Finale            |
|  |                      |                      |                     |                   |                    |                    |                     |                     |                     |                     |  |  |                   |                   |                   |                   |
|  | 9 et 17 mars 2025    | 9 et 17 mars 2025    | 9 et 17 mars 2025   | 9 et 17 mars 2025 |                    |                    | 20 et 28 avril 2025 | 20 et 28 avril 2025 | 20 et 28 avril 2025 | 20 et 28 avril 2025 |  |  | 19 et 24 mai 2025 | 19 et 24 mai 2025 | 19 et 24 mai 2025 | 19 et 24 mai 2025 |
|  | 9 et 17 mars 2025    | 9 et 17 mars 2025    | 9 et 17 mars 2025   | 9 et 17 mars 2025 |                    |                    | 20 et 28 avril 2025 | 20 et 28 avril 2025 | 20 et 28 avril 2025 | 20 et 28 avril 2025 |  |  | 19 et 24 mai 2025 | 19 et 24 mai 2025 | 19 et 24 mai 2025 | 19 et 24 mai 2025 |
|  | BM Porriño           | BM Porriño           | 23*                 | 27                |                    |                    | 20 et 28 avril 2025 | 20 et 28 avril 2025 | 20 et 28 avril 2025 | 20 et 28 avril 2025 |  |  | 19 et 24 mai 2025 | 19 et 24 mai 2025 | 19 et 24 mai 2025 | 19 et 24 mai 2025 |
|  | BM Porriño           | BM Porriño           | 23*                 | 27                |                    |                    | 20 et 28 avril 2025 | 20 et 28 avril 2025 | 20 et 28 avril 2025 | 20 et 28 avril 2025 |  |  | 19 et 24 mai 2025 | 19 et 24 mai 2025 | 19 et 24 mai 2025 | 19 et 24 mai 2025 |
|  | OF Néa Ionía         | OF Néa Ionía         | 15                  | 26*               |                    |                    | 20 et 28 avril 2025 | 20 et 28 avril 2025 | 20 et 28 avril 2025 | 20 et 28 avril 2025 |  |  | 19 et 24 mai 2025 | 19 et 24 mai 2025 | 19 et 24 mai 2025 | 19 et 24 mai 2025 |
|  | OF Néa Ionía         | OF Néa Ionía         | 15                  | 26*               | BM Porriño         | BM Porriño         | 31*                 | 30                  |                     |                     |  |  | 19 et 24 mai 2025 | 19 et 24 mai 2025 | 19 et 24 mai 2025 | 19 et 24 mai 2025 |
|  | 9 et 17 mars 2025    |                      |                     |                   | BM Porriño         | BM Porriño         | 31*                 | 30                  |                     |                     |  |  | 19 et 24 mai 2025 | 19 et 24 mai 2025 | 19 et 24 mai 2025 | 19 et 24 mai 2025 |
|  |                      |                      | Házená Kynžvart     | Házená Kynžvart   | 28                 | 27*                |                     |                     |                     |                     |  |  | 19 et 24 mai 2025 | 19 et 24 mai 2025 | 19 et 24 mai 2025 | 19 et 24 mai 2025 |
|  | Házená Kynžvart      | Házená Kynžvart      | Házená Kynžvart     | Házená Kynžvart   | 28                 | 27*                | 35*                 | 22                  |                     |                     |  |  | 19 et 24 mai 2025 | 19 et 24 mai 2025 | 19 et 24 mai 2025 | 19 et 24 mai 2025 |
|  | Házená Kynžvart      | Házená Kynžvart      | 20 et 28 avril 2025 |                   |                    |                    | 35*                 | 22                  |                     |                     |  |  | 19 et 24 mai 2025 | 19 et 24 mai 2025 | 19 et 24 mai 2025 | 19 et 24 mai 2025 |
|  | Haukar Hafnarfjörður | Haukar Hafnarfjörður | 24                  | 27*               |                    |                    |                     |                     |                     |                     |  |  | 19 et 24 mai 2025 | 19 et 24 mai 2025 | 19 et 24 mai 2025 | 19 et 24 mai 2025 |
|  | Haukar Hafnarfjörður | Haukar Hafnarfjörður | 24                  | 27*               | BM Porriño         | BM Porriño         | 29*                 | 24                  |                     |                     |  |  |                   |                   |                   |                   |
|  | 9 et 17 mars 2025    |                      |                     |                   | BM Porriño         | BM Porriño         | 29*                 | 24                  |                     |                     |  |  |                   |                   |                   |                   |
|  |                      |                      | Valur Reykjavik     | Valur Reykjavik   | 29                 | 25*                |                     |                     |                     |                     |  |  |                   |                   |                   |                   |
|  | Iuventa Michalovce   | Iuventa Michalovce   | Valur Reykjavik     | Valur Reykjavik   | 29                 | 25*                | 36*                 | 21                  |                     |                     |  |  |                   |                   |                   |                   |
|  | Iuventa Michalovce   | Iuventa Michalovce   |                     |                   |                    |                    |                     |                     |                     |                     |  |  |                   |                   |                   |                   |
|  | MKS URBIS Gniezno    | MKS URBIS Gniezno    | 26                  | 22*               |                    |                    |                     |                     |                     |                     |  |  |                   |                   |                   |                   |
|  | MKS URBIS Gniezno    | MKS URBIS Gniezno    | 26                  | 22*               | Iuventa Michalovce | Iuventa Michalovce | 25*                 | 20                  |                     |                     |  |  |                   |                   |                   |                   |
|  | 9 et 17 mars 2025    |                      |                     |                   | Iuventa Michalovce | Iuventa Michalovce | 25*                 | 20                  |                     |                     |  |  |                   |                   |                   |                   |
|  |                      |                      | Valur Reykjavik     | Valur Reykjavik   | 23                 | 30*                |                     |                     |                     |                     |  |  |                   |                   |                   |                   |
|  | Valur Reykjavik      | Valur Reykjavik      | Valur Reykjavik     | Valur Reykjavik   | 23                 | 30*                | 28*                 | 22                  |                     |                     |  |  |                   |                   |                   |                   |
|  | Valur Reykjavik      | Valur Reykjavik      |                     |                   |                    |                    |                     | 22                  |                     |                     |  |  |                   |                   |                   |                   |
|  | DHC Slavia Prague    | DHC Slavia Prague    | 21                  | 22*               |                    |                    |                     |                     |                     |                     |  |  |                   |                   |                   |                   |
|  | DHC Slavia Prague    | DHC Slavia Prague    | 21                  | 22*               |                    |                    |                     |                     |                     |                     |  |  |                   |                   |                   |                   |
|  |                      |                      |                     |                   |                    |                    |                     |                     |                     |                     |  |  |                   |                   |                   |                   |

f = Victoire par forfait;* = Equipe qui reçoit

### Quarts de finale
Le tirage au sort des oppositions des quarts de finales a eu lieu le 21 janvier 2025. Les rencontres se jouent entre le 15 février 2025 et le 23 février 2025
| Équipe             | Aller | Total   | Retour | Équipe               |
| ------------------ | ----- | ------- | ------ | -------------------- |
| Házená Kynžvart    | 35-24 | 57 - 51 | 22-27  | Haukar Hafnarfjörður |
| Iuventa Michalovce | 36-21 | 62 - 43 | 26-22  | MKS URBIS Gniezno    |
| BM Porriño         | 23-15 | 50 - 41 | 27-26  | OF Néa Ionía         |
| Valur Reykjavik    | 28-21 | 50 - 43 | 22-22  | DHC Slavia Prague    |

### Demi-finales
| Équipe             | Aller | Total   | Retour | Équipe          |
| ------------------ | ----- | ------- | ------ | --------------- |
| Iuventa Michalovce | 25-23 | 45 - 53 | 20-30  | Valur Reykjavik |
| BM Porriño         | 31-28 | 61 - 55 | 30-27  | Házená Kynžvart |

### Finale
Le tirage au sort des oppositions des demi-finales a eu lieu le 1er avril 2025.

#### Finale aller
| 10 mai 2025 17h00 | BM Porriño            | 29 – 29 | Valur Reykjavik               | Pabellón municipal de Porriño, O Porriño |
| 10 mai 2025 17h00 | Micaela Casasola (10) | (12-16) | Þórey Anna Ásgeirsdóttir (11) | Pabellón municipal de Porriño, O Porriño |
| 10 mai 2025 17h00 | EHF                   |         |                               | Pabellón municipal de Porriño, O Porriño |

#### Finale retour
| 17 mai 2025 17h00 | Valur Reykjavik              | 25 – 24 | BM Porriño               | N1 höllin, Reykjavik |
| 17 mai 2025 17h00 | Þórey Anna Ásgeirsdóttir (6) | (12-9)  | Paulina Pérez Buforn (6) | N1 höllin, Reykjavik |
| 17 mai 2025 17h00 | EHF                          |         |                          | N1 höllin, Reykjavik |

## Les vainqueurs
| Vainqueur de la Coupe européenne 2024-2025 Valur Reykjavik 1er titre |